# Adrian Boult
Pour les articles homonymes, voir Boult (homonymie).
 (janvier 2024).
Si vous disposez d'ouvrages ou d'articles de référence ou si vous connaissez des sites web de qualité traitant du thème abordé ici, merci de compléter l'article en donnant les références utiles à sa vérifiabilité et en les liant à la section « Notes et références ».
Adrian Boult, né le 8 avril 1889 à Chester et mort le 22 février 1983 à Londres, est un chef d'orchestre britannique.

## Biographie
Boult est né à Chester (Angleterre) dans une riche famille de commerçants et a fait ses études au Westminster School (1901-1908) et au Christ Church (Oxford) (1908-1912). Il a été initié au monde de la musique grâce à un ami de la famille, Frank Schuster. Ce dernier était un ami du compositeur Edward Elgar, auquel il a présenté le jeune Boult vers 1905.
Adrian Boult a complété sa formation musicale au Conservatoire de Leipzig (1912-1913), où il a appris la direction au contact de l'éminent chef hongrois Arthur Nikisch. Il a chanté dans des festivals de chant choral tels que les Reading and Leeds Festivals en 1913, où il a rencontré George Butterworth et d'autres compositeurs britanniques. Il a fait ses débuts de chef d'orchestre le 27 février 1914 au West Kirby Public Hall, avec des membres de l'Orchestre philharmonique royal de Liverpool.
Au cours de la Première Guerre mondiale, Boult a été déclaré médicalement inapte pour le service actif et jusqu'en 1916, il a servi comme officier d'ordonnance dans une unité de réserve. Il a été recruté par le Bureau de la Guerre en tant que traducteur (il parlait bien le français, l'allemand et l'italien). Dans son temps libre, il a organisé et dirigé des concerts, dont certains ont été subventionnés par son père, avec les objectifs de donner du travail à des musiciens d'orchestre et de faire connaître la musique à un plus large public. En 1918, il a organisé avec l'Orchestre symphonique de Londres une série de concerts comprenant plusieurs œuvres récentes importantes de compositeurs britanniques : Les Planètes de Gustav Holst ; A London Symphony de Ralph Vaughan Williams et la Symphonie no 2 d'Elgar. Celui-ci a écrit pour lui et déclaré qu'il était convaincu que l'avenir de sa musique était en sécurité entre les mains de Boult. De cette façon, Boult a jeté les bases d'une carrière longue et importante comme interprète de la musique anglaise du XXe siècle.
En 1919, il a succédé à Ernest Ansermet en tant que directeur musical de la compagnie de ballet de Serge de Diaghilev. Bien qu'Ansermet ait donné à Boult toute l'aide qu'il pouvait dans ses préparatifs, il y avait quatorze ballets dans le répertoire de la société - dont aucun n'était connu de Boult. En très peu de temps, Boult a dû maîtriser des partitions comme celles de Petrouchka, de L'Oiseau de feu, de Shéhérazade, de La Boutique fantasque et des Donne de buon umore. Il a également occupé un poste universitaire. Lorsque Hugh Allen a succédé à Sir Hubert Parry comme directeur du Royal College of Music, il a invité Boult à créer une classe de direction d'orchestre semblable à celle de Leipzig. C'était la première classe de ce type en Angleterre. Boult a assuré cet enseignement de 1919 à 1930. 

## Carrière

### Birmingham et la BBC
En 1924, Boult a été nommé directeur de l'Orchestre symphonique de Birmingham et en 1930 a été nommé directeur de la musique à la BBC et directeur de l'Orchestre symphonique de la BBC, succédant au premier directeur musical, Percy Pitt. Pendant les années 1930, l'orchestre de la BBC est devenu célèbre pour son haut niveau et par la manière fantastique dont il était dirigé par Boult, et également à cause du répertoire choisi (souvent des œuvres inconnues). Parmi ces succès on trouve les Variations op. 31 d'Arnold Schoenberg, la première britannique de Wozzeck, l'opéra d'Alban Berg, et la première de la Symphonie no 4 en fa mineur de Vaughan Williams.
Pendant la Seconde Guerre mondiale, l'Orchestre symphonique de la BBC a été évacué à Bristol, où il a subi des bombardements puis à Bedford. Dans ces années, Boult a fait des enregistrements de la Symphonie no 2 d'Elgar, des Planètes de Holst et de Job, A Masque for Dancing de Vaughan Williams. En 1948, son amour de la musique anglaise l'a amené à l'Harringay Arena, où il a dirigé des orchestres de cuivres et des chœurs d'hommes durant le premier Nacional Colliery Music Festival. Peu de temps après, la même année, Steuart Wilson a été nommé directeur de la Musique de la BBC. On a suggéré que le niveau d'interprétation  de l'orchestre était tombé et on a insisté auprès de Boult pour qu'il prenne sa retraite à 60 ans en 1949, un incident qui reste controversé à ce jour. Plus tard, la BBC a invité Boult pour qu'il fasse une chaleureuse introduction à la deuxième retransmission historique d'Arturo Toscanini, avec le Philharmonia Orchestra le 1er octobre 1952.

### Orchestre philharmonique de Londres
Après avoir quitté le poste de directeur de l'orchestre de la BBC, Thomas Russell, le directeur général de l'Orchestre philharmonique de Londres (LPO), a offert à Boult le poste de chef principal du LPO, succédant à Eduard van Beinum. Dans les années 1930 sous la direction de Thomas Beecham, le LPO était devenu l'autre grand orchestre de Londres, mais depuis le départ de Beecham, une reconstruction était devenue nécessaire. Boult a accepté ce poste. Avec cet orchestre, il a remporté des contrats d'enregistrement pour des labels américains et enregistré les symphonies de Johannes Brahms, les œuvres d'Hector Berlioz et de Jean Sibelius, entre autres compositeurs.
Il y a eu une controverse et des ambiguïtés sur le rôle de Boult dans le congédiement de Thomas Russell de son poste de directeur général du LPO en 1952, à l'époque des années de la guerre froide ; Russell avait été reconnu comme un membre du Parti communiste de Grande-Bretagne. Boult est resté chef principal du LPO jusqu'en 1957. Après la démission soudaine de Andrzej Panufnik en tant que directeur de l'Orchestre symphonique de la ville de Birmingham (CBSO), Boult a rejoint en tant que chef d'orchestre principal l'orchestre pour la saison 1959-1960. Cela a été son dernier poste, mais il est resté étroitement associés au LPO comme président jusqu'à sa retraite.
En 1953-1954, Boult a enregistré avec le LPO les sept symphonies de Vaughan Williams pour Decca en présence du compositeur. Decca a également enregistré un bref discours de Vaughan Williams aux musiciens après l'enregistrement de la sixième Symphonie, et l'a inclus dans l'album.

### Dernières années
Au début des années 1960, Boult avait acquis le statut d'une figure vénérée de la musique britannique, et en dépit de son âge avancé, il a continué à diriger de nouvelles pièces, étant apprécié pour son impartialité et sa fiabilité. Il a été chef invité avec des orchestres dans le Royaume-Uni et à l'étranger (Vienne et Boston). En 1969, il a été fait Compagnon d'honneur (CH). Après avoir enregistré beaucoup de musique britannique, il s'est attaché à enregistrer la musique orchestrale de Johannes Brahms, Richard Wagner et Franz Schubert. Son répertoire était généralement beaucoup plus large que ce qui ressort de sa discographie. En fait, non seulement il a dirigé sept des neuf symphonies de Mahler bien avant leur retour en grâce auprès du public dans les années 1960, mais il a aussi dirigé fréquemment le ballet Daphnis et Chloé de Ravel et même l'opéra Doktor Faust de Ferruccio Busoni, rarement joué à la fin des années 1940.
Lors de son dernier concert public, il a dirigé le ballet The Sanguine Fan d'Elgar avec l'English National Ballet au Coliseum Theatre (Londres) le 24 juin 1978. Son dernier album, achevé en décembre 1978, contenait la musique de Hubert Parry. Il a officiellement pris sa retraite de chef en 1981.

## Le musicien
Ses enregistrements des symphonies, œuvres orchestrales et vocales d'Edward Elgar, Ralph Vaughan Williams, William Walton et Gustav Holst - dont il est devenu emblématique - font figure de référence pour la clarté et l'équilibre de la lecture ainsi que la vivacité et l'intelligence de la vision. Du point de vue du style et de l'approche globale, il représente pour la musique anglaise ce que Karel Ančerl représente pour la musique tchèque. Sa discographie est à l'étendue de sa longévité : ses premiers enregistrements datent des années 1920 pour s'achever en 1978.
Il est le défenseur inlassable du répertoire britannique, et particulièrement des œuvres d'Elgar.

## Distinctions
- Knight Bachelor (23 juin 1936)
- Membre de l'ordre des compagnons d'honneur (1er janvier 1969)[1]
- Docteur honoris causa du Royal College of Music (1982)[2]

## Hommages

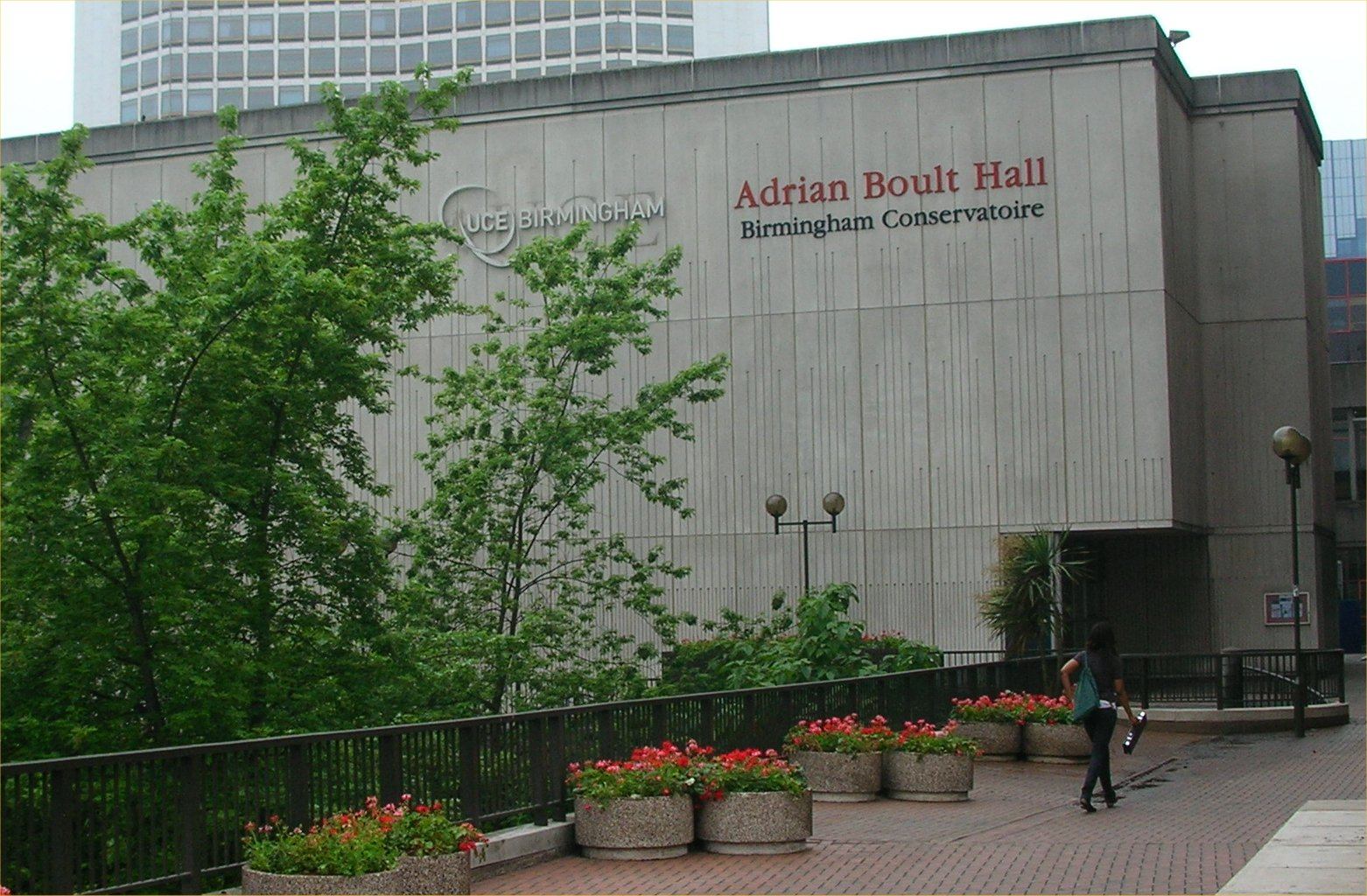
Le Adrian Boult Hall à Birmingham

Le conservatoire de Birmingham possède une salle de concert baptisée Adrian Boult Hall (en).

## Discographie sélective
- Berlioz, Ouvertures, Le Corsaire, Le Roi Lear, Béatrice et Bénédict (acte 1, ouverture), Rob Roy, Benvenuto Cellini (acte 1, ouverture), Les Franc-juges, Le Carnaval Romain, Waverley -
- Schumann, Symphony no 1, 2, 3 & 4, LSO conducted by Sir Adrian Boult. LP Nixa-Wesminster 1956. 3 CD First Hand records remasters 2010
- Great Sacred Songs (Charles Gounod, Georg Friedrich Händel, Jean Sebastien Bach, Felix Mendelssohn et al.), Kirsten Flagstad (soprano), LSO sous la direction d'Adrian Boult, enregistré au Kingsway Hall de Londres, 2 LP puis 1 CD, Decca Records 1957 (LXT 5392) / 1996 (452 066-2)[3]